# Тайваньская сибия
Тайваньская сибия (лат. Actinodura morissoniana) — вид птиц из рода Сибии. Обитает на острове Тайвань. Встречается в умеренных, субтропических и тропических низинных лесах.

## Описание
Длина составляет 18-19 см. Бока у головы и хохолка тёмно-каштановые. Весит 25 г. Спина и верхние кроющие перья хвоста серого цвета. Брюшко красновато-коричневое. Грудь оливково-коричневая, со светлой прожилкой. Перья на крыльях каштанового цвета, с чёрной перемычкой. Рулевые перья чёрно-коричневые, конец перьев белый. Радужка с клювом коричневые, ноги чёрные. Живёт стайками из нескольких птиц. Биология их размножения малоизучена. Обитает на высоте 1500-3000 м над уровнем моря.